# Graonus mesopotamiae
Graonus mesopotamiae är en insektsart som först beskrevs av Morton 1921.  Graonus mesopotamiae ingår i släktet Graonus och familjen myrlejonsländor. Inga underarter finns listade i Catalogue of Life.